# Linfonodi occipitali

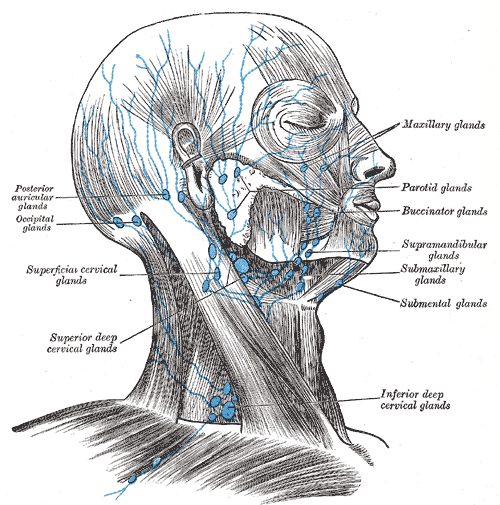
Linfonodi della regione topografica della testa e del collo.

I linfonodi occipitali sono localizzati nella regione della nuca, nelle profondità della cute che delinea il margine del trapezio. Più precisamente, essi giacciono nell'ambiente connettivale che include l'inserzione del semispinale della testa.
Rouvière et. al suole suddividere i linfonodi cervicali in tre gruppi:
- Linfonodi occipitali superficiali;
- Linfonodi occipitali sottofasciali;
- Linfonodi occipitali sottomuscolari.

## Topografia
I seguenti dati si basano su autopsie e sono riportati da Rouvière et. al e Testut-Latarjet et. al.

### Linfonodi occipitali superficiali

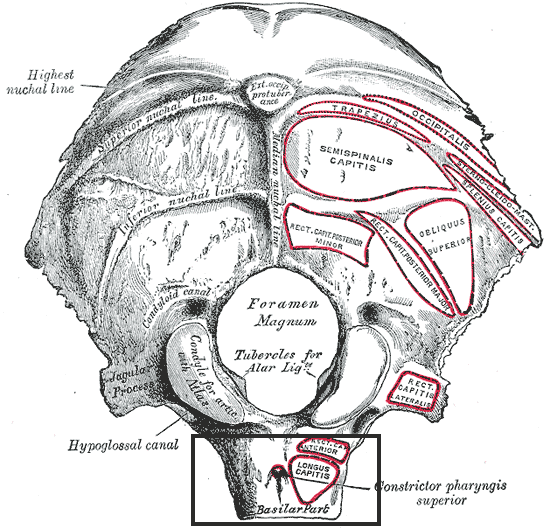
Osso occipitale, parte basilare. In alto: linea nucale superiore, che ospita le inserzioni del muscolo sternocleidomastoideo e trapezio.

Per idealizzare l'ubicazione di questa coppia di linfonodi bisogna fare riferimento alla linea nucale superiore sulla faccia esterna dell'osso occipitale. I linfonodi occipitali superficiali sono localizzati nel connettivo presente tra cute e galea aponeurotica, e si localizzano dietro le inserzioni dei seguenti muscoli:
- muscolo sternocleidomastoideo;
- muscolo trapezio.

Sono pertanto pari e in numero di 4. La loro grandezza oscilla tra i 5 e gli 8 mm.
Contraggono rapporti principalmente con:
- il ramo laterale dell'arteria occipitale;
- i rami provenienti dal grande nervo occipitale.

### Linfonodi sottofasciali

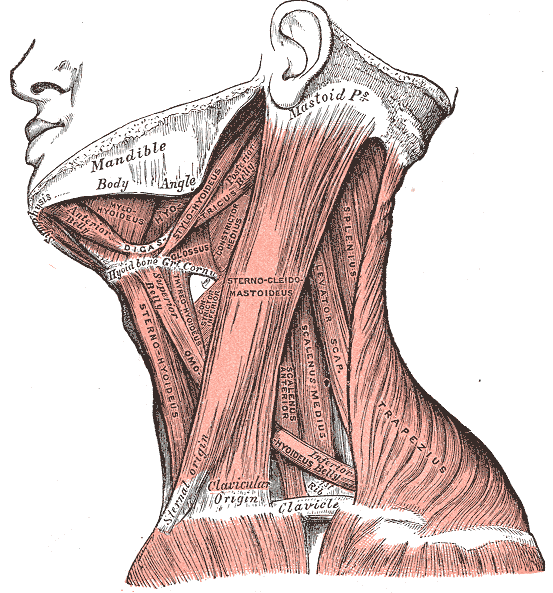
I linfonodi occipitali sottofasciali si localizzano al di sopra del muscolo splenio della testa, nell'interstizio connettivale presente tra i muscoli sternocleidomastoideo e trapezio.

Sono più profondi rispetto ai primi, e solo raramente sono presenti in coppia. Il più delle volte il linfonodo sottofasciale è unico e si localizza sopra al muscolo splenio, in vicinanza della linea nucale superiore.

### Linfonodi sottomuscolari (o sottosplenici di Rouvière)
Sono presenti al di sotto del muscolo splenio della testa, e sono presenti in numero di due o tre. 

## Efferenze ed Afferenze

### Afferenze
Questi linfonodi ricevono vasi linfatici che drenano le seguenti regioni topografiche:
1. Regione cutanea occipitale della testa;
2. Regione cutanea e profonda superiore della nuca;

### Efferenze
I loro vasi efferenti sfociano nei linfonodi cervicali profondi superiori.